# Васильєвка (Зирянський район)
Васи́льєвка (рос. Васильевка) — селище у складі Зирянського району Томської області, Росія. Входить до складу Дубровського сільського поселення.

## Населення
Населення — 5 осіб (2010; 18 у 2002).
Національний склад (станом на 2002 рік):
- чуваші — 50 %
- росіяни — 44 %